# Flagge von Saint-Pierre und Miquelon
Als französisches Übersee-Territorium ist die offizielle  Flagge von Saint-Pierre und Miquelon die Flagge Frankreichs.

## Inoffizielle Flagge

Inoffizielle Flagge von St.-Pierre und Miquelon

Im allgemeinen Gebrauch, aber ohne offiziellen Status, ist auf Saint-Pierre und Miquelon ein Wappenbanner des Wappens von Saint-Pierre und Miquelon, eine Flagge also, die die Elemente des Wappens wiedergibt.
Der Flugteil zeigt die Grande Hermine, das Schiff des Entdeckers Jacques Cartier, der die Inseln am 15. Juni 1535 erreichte. Im Liek befinden sich von oben nach unten die Flagge des Baskenlandes, ein Wappenbanner der Bretagne und ein Wappenbanner der Normandie. Sie geben die Herkunft der meisten Bewohner der Inseln wieder.